# 実験物理学
実験物理学（じっけんぶつりがく、英語: experimental physics）は、実験や観測を通して自然現象・物理現象を理解しようとする物理学の研究方法のひとつ。理論物理学と対比される。特定の物理現象に関して物質の振る舞いを実際に観測、測定しその現象に特有な物理量ないしは物理量の変化を抽出して物質が従う法則を発見しようとするなどの研究がこれに当たる。物性分野や原子核、素粒子分野における人間のコントロールした環境下での典型的な実験ばかりではなく、宇宙物理学におけるようなコントロール不能な現象に対して、観測手段を工夫することによって特徴的な振る舞いを抽出しようとする試みも実験物理学の範疇に含めるのが普通である。

## 分類
物理学における実験は大きく二つの場合に分けられる。ひとつは、これまでに誰も観測したことがないような現象をはじめて観測しようとする場合であり、もうひとつはすでに観測されている事柄について、その再現性を検証したり、さらに詳細に観測する場合である。

### 未探索の領域
これまでに誰も観測したことがないような現象をはじめて観測しようとする場合とは、たとえば素粒子物理学におけるエネルギーフロンティアの探求や宇宙物理学における深宇宙の探索などが挙げられる。物理学のたいていの分野に未探索な領域は残されている。
これまで誰も観測したことのない領域であるから、実際にどのような現象が観測されるかはやってみるまでわからないが、もちろんむやみやたらに実験をすればよいというものではない。たいていの場合は先にある程度の理論的予測があってそれを検証するために行われる。なぜならば、実験を行うには測ろうとする物理量と必要な精度についての具体的なプランが必要だからである。また、場合によっては巨額の資金を必要とするので、無意味な実験を行うわけには行かないという事情もある。ここでひとつ注意しなければならないのは、理論的予測から存在が予言されていたものを実験によって発見できなかった場合、その実験が失敗とは限らないということである。これはすなわちもとの理論自体に何らかの間違いがあった可能性を示唆しており、そのことを示すこと自身に物理学上の意義があるからである。

### 既知の領域
一方、すでに観測されている事柄について、その再現性を検証したり、さらに詳細な観測を行う実験も重要である。実験で得た結果が物理学的に有意な結果であることを示すためには、同じ条件で実行する限り誰がいつどこでその実験を行っても同じ結果を得るであろう事を示す必要がある。得られた結果が、実験に際して考慮されなかったわずかな条件のずれによる偶然の現象である可能性は常に考慮されなければならない。また物理学の実験は一般に技術的限界に挑むものである場合が多い。そのため一回目の実験においては、そこに"何か"があることを示すことが精一杯で細かい情報までは得られないことも多い。その細かい情報については後の実験によって補わなければならないことも多いのである。

## 哲学的背景
物理学ひいては科学全体の営みの中で、実験という行為は非常に重要な意味を持っている。そのため科学哲学(科学の意味や正当性について議論する哲学の一分科)においても実験という行為は頻繁に議論の対象となる。例えばポパーの提唱した反証主義においては実験は最重要の位置づけを与えられている。すなわち「反証可能性」（実験によって否定される可能性）を持たない理論は科学理論とは言えない、というのが反証主義であり、現在も疑似科学と科学を分ける判定基準としてよく参照される。また「ヒュームの懐疑」という有名な議論もある。これは次のような議論である。
「二日前に太陽が東から昇ってくるのを私は観測した。昨日も、そして今日も、太陽が東から昇ってくるのを私は観測した。」
このとき次のように予測することは科学者として自然な行為だろう。すなわち「明日も太陽は東からのぼるだろう」と。しかしこの問題に対してヒュームは次のように主張した。
「二日前に太陽が東から昇ってきたのを私は知っている。また昨日も今日も太陽が東から昇ってきたことは知っている。しかし明日、太陽がどこから昇ってくるかについては、私は何も知らない。」
このヒュームの懐疑は「帰納の正当化」の問題として一般化されており、科学哲学の重要なトピックスのひとつを構成している。その他詳細については記事:科学哲学を参照。

## 主な実験物理学の分野
- 実験宇宙物理学
- 素粒子実験
- 実験核物理学
- 物性実験